# Ateuk Blang Asan
Ateuk Blang Asan is een bestuurslaag in het regentschap Aceh Besar van de provincie Atjeh, Indonesië. Ateuk Blang Asan telt 287 inwoners (volkstelling 2010).